# Islam au Liban
Les musulmans du Liban représentent plus de la moitié de la population du pays. Les musulmans représenteraient 54 % de la population totale du Liban, où 40,5 % sont chrétiens et 5,5 % druzes. Certains avancent des chiffres plus important, jusqu'à 65 % de musulmans par rapport à 35 % de chrétiens. Ces chiffres sont à prendre avec précaution ; ils varient selon leurs sources et sont au cœur de problèmes politiques au Liban, en raison du système politique confessionnaliste, une importance démographique accrue pour une communauté étant un argument pour réclamer un rôle politique plus important.

## Communautés musulmanes
Cinq branches de l'islam sont reconnus au Liban : sunnisme, chiisme (duodécimains, alaouite, et ismaélisme), ainsi que les druzes. Il y a aussi deux groupes dissidents de l'Islam : des Ahmadis, et Baha'is. Souvent, les Ahmadis et les Baha'is ne sont pas considérés comme Musulmans par de nombreux Musulmans Sunnites et Chiites Libanais. On ignore le nombre total des adeptes de ces deux groupes religieux au Liban.  
Environ 27 % de la population totale seraient chiites (duodécimains, alaouites, et ismaélites), qui vivent principalement dans la vallée de la Bekaa, le Sud-Liban et le sud de Beyrouth. 
Environ 27 % de la population totale serait sunnite, largement concentrée dans les villes côtières et au centre-ville de Beyrouth.
Environ 5,6 % de la population totale serait druze.
L'Assemblée nationale comporte 128 sièges, répartis entre chrétiens et musulmans, qui sont élus au suffrage universel direct selon un système électoral complexe et « segmenté par la religion ». C'est le confessionnalisme, que la Constitution prévoit qu'il soit aboli en œuvrant « suivant un plan par étapes ».